# Lomé
Lomé est la capitale et la principale ville du Togo. Elle se situe dans l'extrême sud-ouest du pays, le long du littoral du golfe de Guinée. Officiellement, la ville compte 2 188 376 habitants (dans le grand Lomé) d'après le cinquième recensement général de la population et de l'habitat (RGPH5), effectué en 2023, dont 1 127 872 femmes et 1 060 504 hommes.
Son agglomération se développe jusqu'à la frontière avec le Ghana au sud-ouest et vers Davié, touchant presque Tsévié au Nord. Les nouveaux quartiers se créent très vite ce qui démontre le degré d'expansion de la ville et de sa population.
Lomé n'est pas une ville « coloniale » construite et établie par les puissances coloniales ni une « ville traditionnelle », dont les racines villageoises seraient encore inscrites dans les structures et les processus urbains. Elle a été fondée par les Ewes à la fin du XIXe siècle pour le commerce.
Lomé mêle la tradition avec l'animisme (comme avec le marché des féticheurs) et les religions importées (christianisme, islam, etc.) et la modernité, illustrée par les maisons et hôtels de luxe, les institutions et des bâtiments bancaires.
En tant que capitale du pays, Lomé abrite la résidence officielle du président de la République togolaise.

## Histoire

### Peuplement
La ville fut fondée par les Ewes au XIXe siècle. 
Son nom viendrait de Alo(ti)mé ou Alomé qui en langue éwé signifie littéralement  « dans les arbres d'alo », ou « au sein des arbres alo », pour désigner une forêt d'alo.
Alo-ti ou alo, de nom binomial Sorindeia warneckei, est un arbuste de la famille des Anacardiacées dont le bois sert à fabriquer de petites bûchettes très populaires qui s'utilisent traditionnellement comme cure-dents, particulièrement à Lomé et dans le sud du pays. Il a presque disparu des environs de Lomé, menacé par l'urbanisation.
Selon la tradition, un chasseur, nommé Dzitri, a été le premier à élire domicile au sein de cette forêt d'alo et a alors déclenché d'autres arrivées humaines et le peuplement du site. 
La tradition reconnaît ainsi Dzitri comme le fondateur du site de Lomé. Cependant, d'autres sources distinguent entre d'une part cet habitat originel de Dzitri et d'autre part la véritable naissance d'une ville.
À la fin du XIXe siècle, les taxes douanières britanniques sur les produits importés (surtout sur les alcools et le tabac) pesant très lourd, les commerçants (essentiellement des Éwés maritimes ou Anlo de la zone entre Aflao et Keta dans l'est de colonie britannique de Gold Coast) recherchent alors une alternative, un lieu où débarquer les marchandises tout en étant hors d’atteinte des douaniers britanniques. Ils ciblent tout naturellement le site côtier de Lomé, tout proche. Cette dynamique commerciale de contournement douanier et d'évasion fiscale favorise alors l'expansion de Lomé vers 1880. Le littoral loméen jusqu'alors calme et peu habité commence à se peupler rapidement.
Les Ewes sont rapidement rejoints par des compagnies européennes, britanniques et notamment allemandes, ainsi que par des marchands itinérants de l’intérieur des terres, comme les caravanes Haoussa venues des routes de la cola.
Beaucoup de personnes furent attirées par le nouveau pôle économique que représentait Lomé. La croissance rapide de la ville s'en trouva renforcée et Lomé eut rapidement la réputation d'un lieu où on fait de bonnes affaires.

### Période coloniale

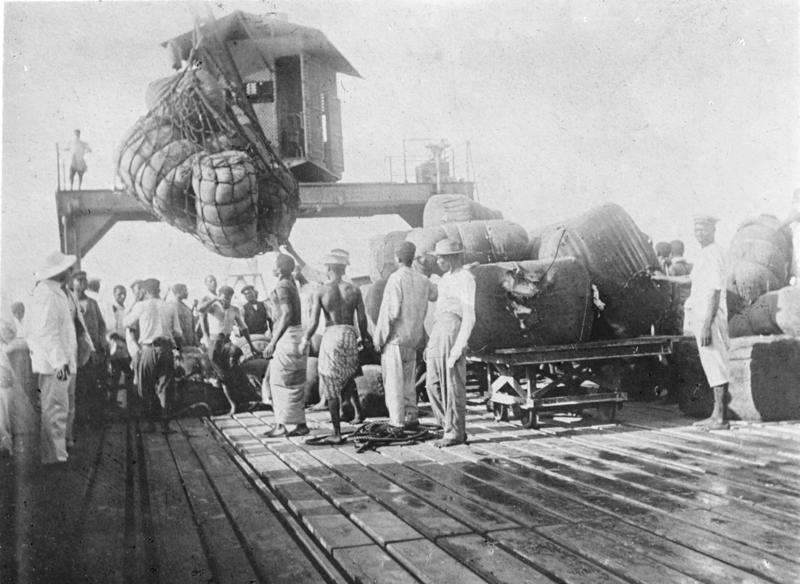
Chargement de balles de coton (1885).

Ce furent les menaces des Britanniques présents dans la Côte de l'Or voisine (actuel Ghana) afin de mettre fin à la concurrence insupportable que provoquait la ville de Lomé sur leur colonie[réf. nécessaire] qui provoquèrent l’appel à la protection de l’Allemagne, et donc la naissance du Togoland en tant qu’entité de droit international au sein de l'Empire colonial allemand, le 5 juillet 1884, par le traité de Togoville signé par Gustav Nachtigal et le roi Mlapa III.
Lomé continua librement de prospérer comme centre d’importation, devenant ainsi la principale porte du Nord, dont l’axe de pénétration majeur était alors la vallée de la Volta ; c’est pour y accéder que fut entreprise la construction de la première vraie route du pays, Lomé-Kpalimé, à partir de 1892).
C’est ce rôle économique majeur qui amena l’administration allemande à y transférer la capitale du territoire togolais, le 6 mars 1897, dans une ville qui avait déjà plus de 2 000 habitants.

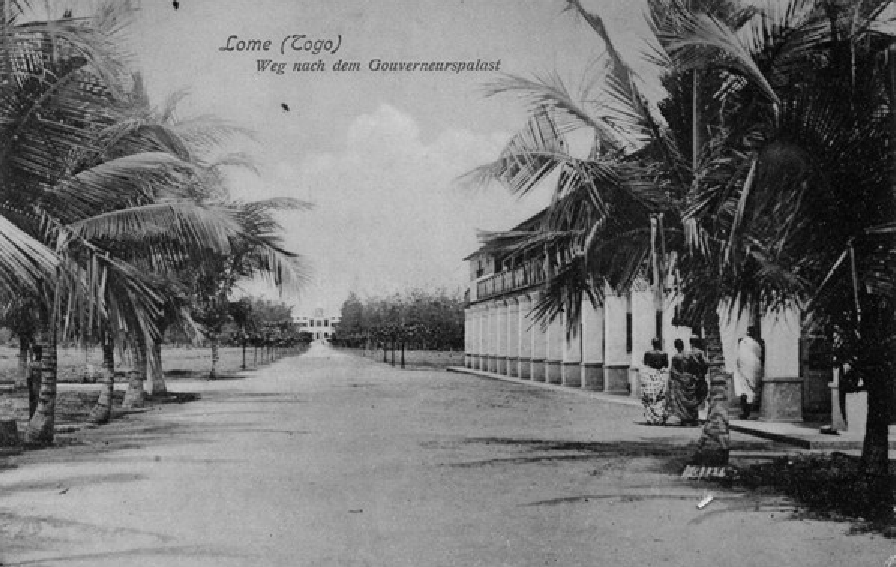
Allée menant au Palais du Gouverneur (1904).

Lomé bénéficia à partir de 1904 d’un port qui en faisait l’unique point de contact maritime du Togo, ruinant sans recours la ville rivale du littoral, Aného, jusque-là beaucoup plus importante.

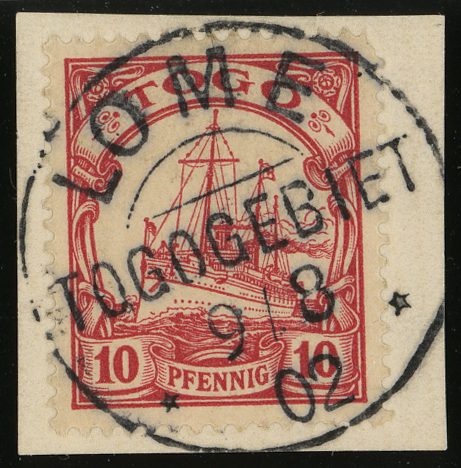
Timbre de la colonie allemande Togogebiet oblitéré à Lomé en 1902.

À partir du quai, on put déployer un réseau de voies ferrées : jusqu’à Aného en 1905, à Kpalimé en 1907, à Atakpamé en 1909.
Tout le « Togo utile » se trouvait désormais organisé en entonnoir autour de Lomé, dont la prépondérance sur le réseau urbain togolais était définitivement établie et la croissance assurée ; la ville atteint les 8 000 âmes en 1914.
Mais, si les infrastructures mises en place par les Allemands (une poste dès 1890, le téléphone dès 1894, la cathédrale en 1904, une banque en 1906, le télégraphe intercontinental en 1913...) pouvaient profiter à tous, un système de patentes et de licences discriminatoires évinça progressivement les commerçants africains des activités les plus lucratives, c’est-à-dire l’import-export.
Hormis le riche Octaviano Olympio, fort de sa grande cocoteraie, la première de la ville, de ses troupeaux, de sa briqueterie et de son entreprise de construction, la plupart des négociants togolais avaient dû, les uns après les autres, se mettre au service des firmes étrangères comme responsables de leurs agences dans les autres villes, ou jouissant de davantage d’autonomie comme acheteurs des produits agricoles d’exportation dans l’intérieur.
Les plus modestes avaient été engagés en grand nombre comme commis des factoreries (siège des bureaux d'une compagnie de commerce à l'étranger) principales.
Les firmes des autres territoires africains regardaient avec envie le Togo qui disposait d’une main-d’œuvre qualifiée abondante, alors qu’ailleurs, il fallait confier tous les postes à des expatriés, beaucoup plus onéreux pour l’employeur.
La Première Guerre mondiale épargna totalement la ville, mais elle entraîna, en 1916, l’éviction des compagnies allemandes, remplacées par des firmes britanniques et françaises.Beaucoup de commerçants togolais revinrent à Lomé.
Leurs affaires florissantes, leurs vastes cocoteraies, leurs patrimoines fonciers en firent une bourgeoisie avec laquelle les nouvelles autorités coloniales françaises devaient compter, c’était le sens du conseil des notables créé en 1922 (électif à partir de 1925), qui donna à Lomé une vie politique remarquablement précoce en Afrique francophone.
Il est de même tout à fait exceptionnel qu’une capitale africaine ait été marquée à ce point par sa bourgeoisie autochtone (originaire du pays), tant dans les pratiques de production de l’espace urbain, si originales à Lomé, que dans les singularités de son architecture populaire.
Les Français renouvelèrent les infrastructures laissées par les Allemands (réfection des voies ferrées, multiplication des routes, construction d’un nouveau quai...).
Ils y ajoutèrent l’électrification (1926) et l’adduction d’eau potable (1940), que leurs prédécesseurs n’avaient pu réaliser. Cependant, ils mirent des années à combler le vide laissé dans les écoles par les missionnaires verbistes allemands à leur départ. Le niveau d'élèves scolarisés en 1945, à la mort de Jean-Marie Cessou bâtisseur d'écoles, atteint celui de 1914.
Dans les années 1920, une politique de faible taxation systématique permit une longue prospérité. En janvier 1923, une révolte des femmes a lieu contre l'arrestation de deux dirigeants du Duawo et permet leur libération.
Lomé atteignait les 15 000 habitants vers 1930. Mais la crise économique mondiale du début des années 1930 entraîna une récession brutale. De nombreuses firmes commerciales fermèrent, ou durent se regrouper.

Plan de la ville de Lomé en 1931
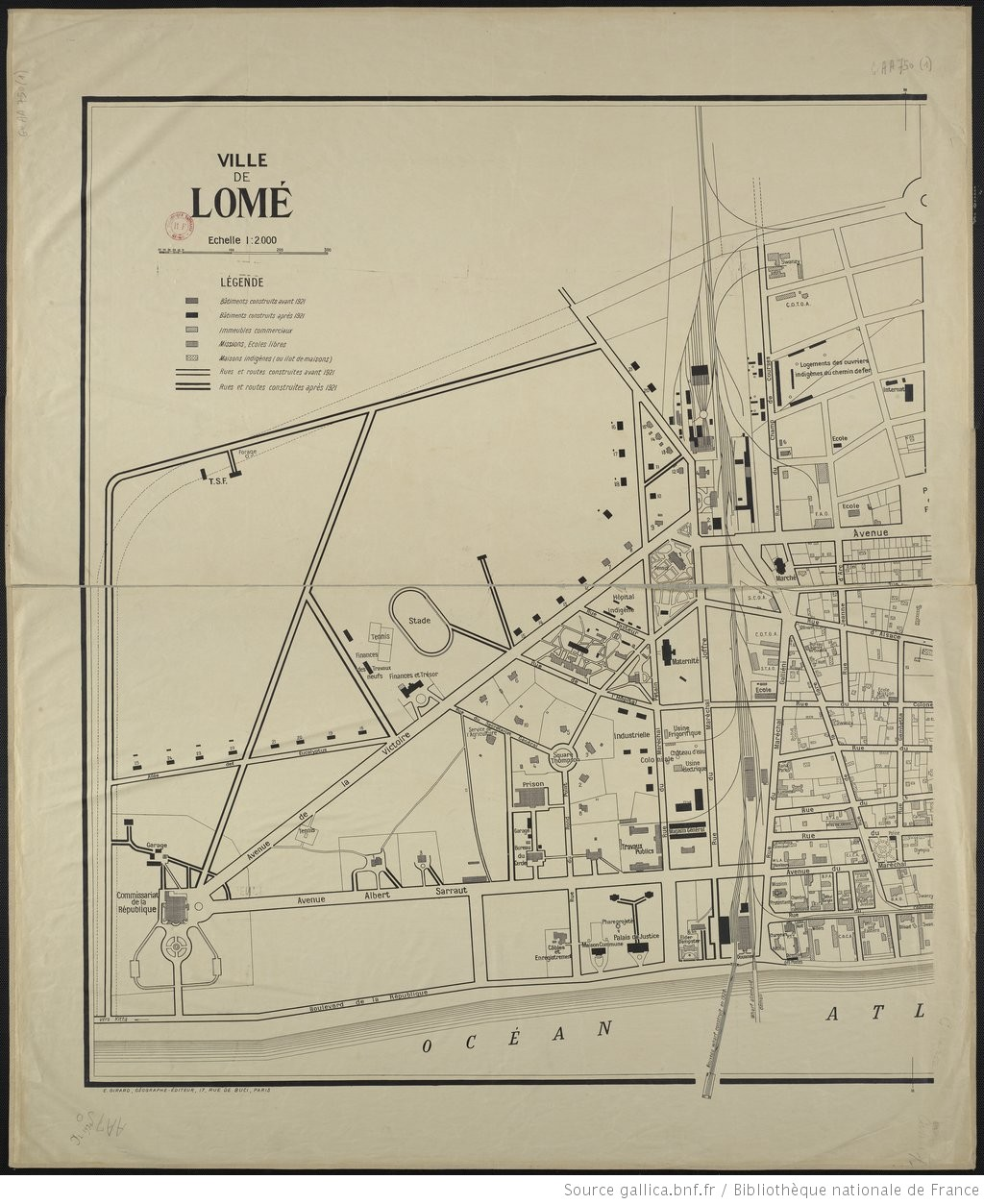
Partie gauche
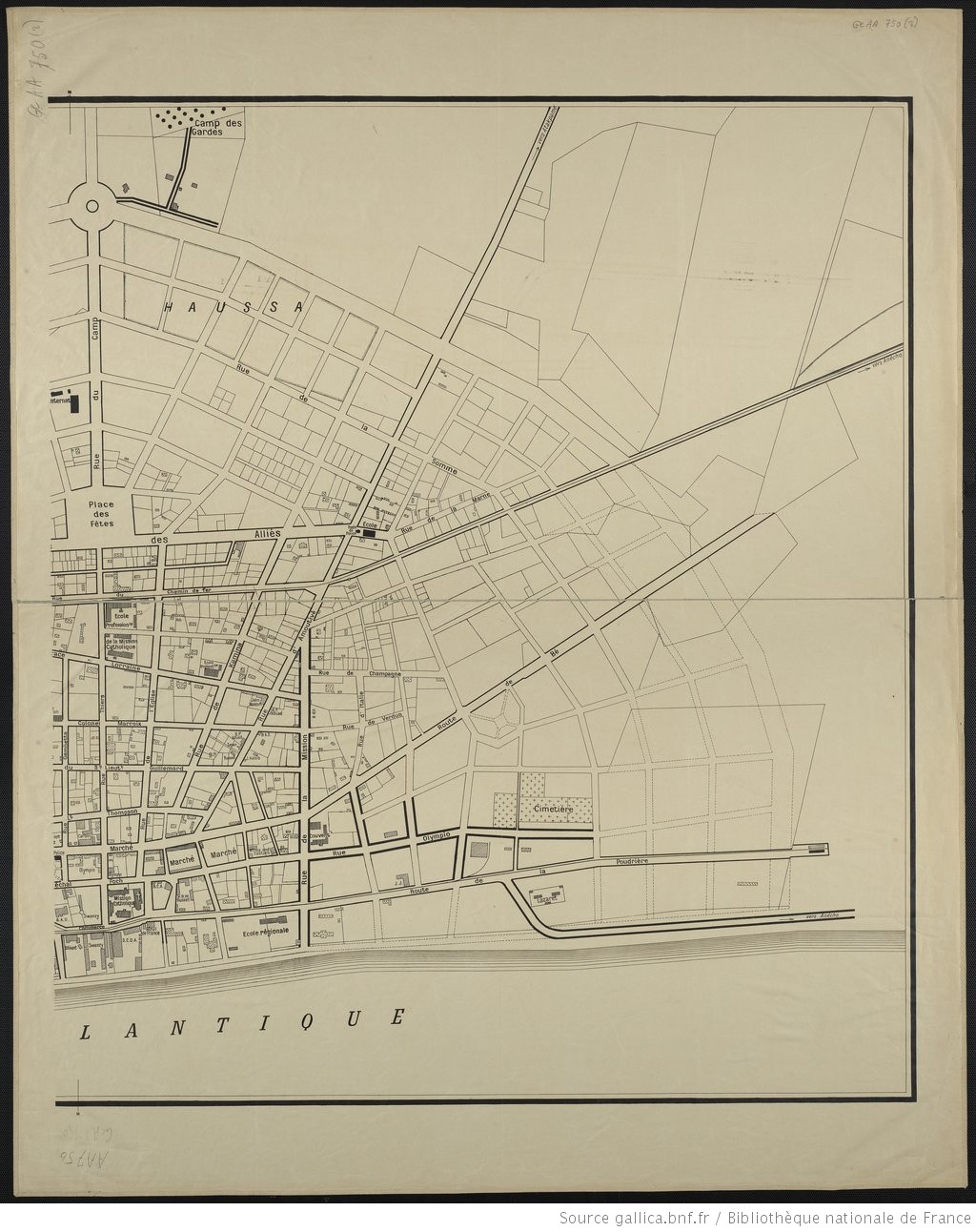
Partie droite

Les investissements s’arrêtèrent, à l’image du chemin de fer du Nord, définitivement stoppé à Blitta en 1934.
Un projet de fort alourdissement fiscal (alors que les ressources de chacun chutaient) provoqua les émeutes populaires de janvier 1933, qui furent sans doute une coupure politique majeure dans l’histoire du Togo.
Ce n’est qu’après la Seconde Guerre mondiale, après une décennie de stagnation économique, que l’essor reprit à Lomé où tout bouillonnait de vitalité.

### Indépendance
La population de la ville augmenta rapidement dans la seconde partie du XXe siècle.
En effet si la ville ne comptait encore que 30 000 habitants en 1950, on pouvait déjà dénombrer 80 000 habitants en 1960 à l'indépendance du Togo, et 200 000 habitants en 1970.

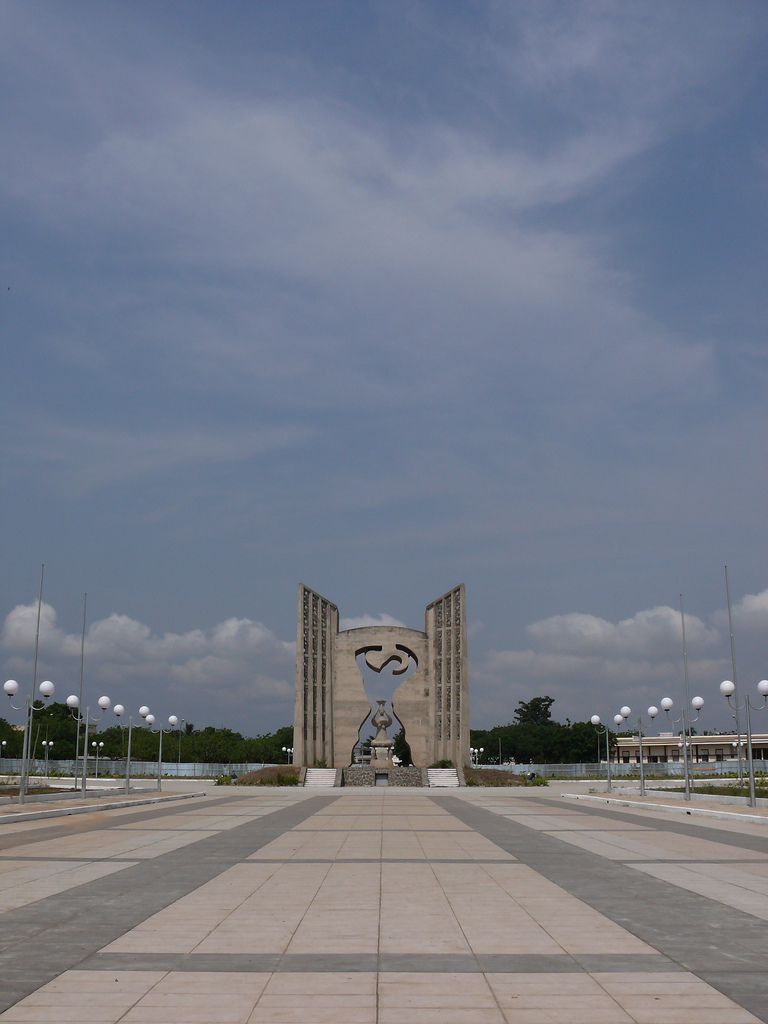
Monument de l'Indépendance

En à peine 20 ans, la population de Lomé a été multipliée par sept.
À Lomé, comme dans tout le pays, les très hauts cours des produits d’exportation dopèrent les marchés, les investissements importants de l’administration coloniale (les plans "FIDES" créaient en grand nombre routes, ponts, écoles, hôpitaux...) assuraient le plein emploi.
Les constructions s’étendaient rapidement aux dépens des anciennes cocoteraies, l’espoir animait chacun d’un décollage imminent.
À partir du milieu des années 1970, les investissements se firent de plus en plus gigantesques, mais pas toujours dans des domaines bien ciblés, le Togo, petit pays ouvert et plaque tournante du commerce entre ses puissants voisins, n’avait pas le marché protégé qu’il aurait fallu aux grandes industries qu’on lui construisait, ni le potentiel touristique stable pour les hôtels luxueux qui surgissaient.
En même temps, on laissait les chemins de fer se dégrader, alors qu’ils avaient un rôle important, notamment pour la desserte des quartiers périphériques de la ville.
Mais l’activité économique d’une ville africaine ne se résume pas à une accumulation de grandes compagnies, de banques et d’usines.
Il y a aussi le très vaste champ de l’économie populaire, ces innombrables activités de production, d’échange, de service, de réparation, qui sont en fait le gagne-pain de la majorité de la population, et le seul moyen pour elle d’accéder à des services à la mesure de ses modestes ressources.
Difficile à saisir dans les outils statistiques des économistes, le secteur informel est pourtant de plus en plus la véritable vie économique des citadins togolais.
De plus, on peut noter le développement du maraîchage autour de la ville, stimulé par le chômage croissant, l'exode rural et la demande en légumes. Le maraichage, d'abord étendu au nord se trouve principalement sur la plage (le sable est très peu salé), en plantant des haies de protection.
Les diverses études du marché foncier de la ville indique que les quartiers sont relativement hétérogènes, mêlant villas cossues et habitat modeste, sans division sociale et spatiale de la ville. Cela s'explique par le fait que les Loméens sont très attachés à leur parcelle de terre et à ce qu'ils appellent leur « chez » (leur chez soi). Cela a donc conduit à un gel foncier.
Cependant si la ville n'est pas une ville divisée socialement, il n'en reste pas moins que Lomé connaît de plus en plus de problèmes liés aux ramassage des ordures ménagères, la lutte contre l’insalubrité urbaine est devenue une des priorités de la ville et de ses habitants.

## Géographie

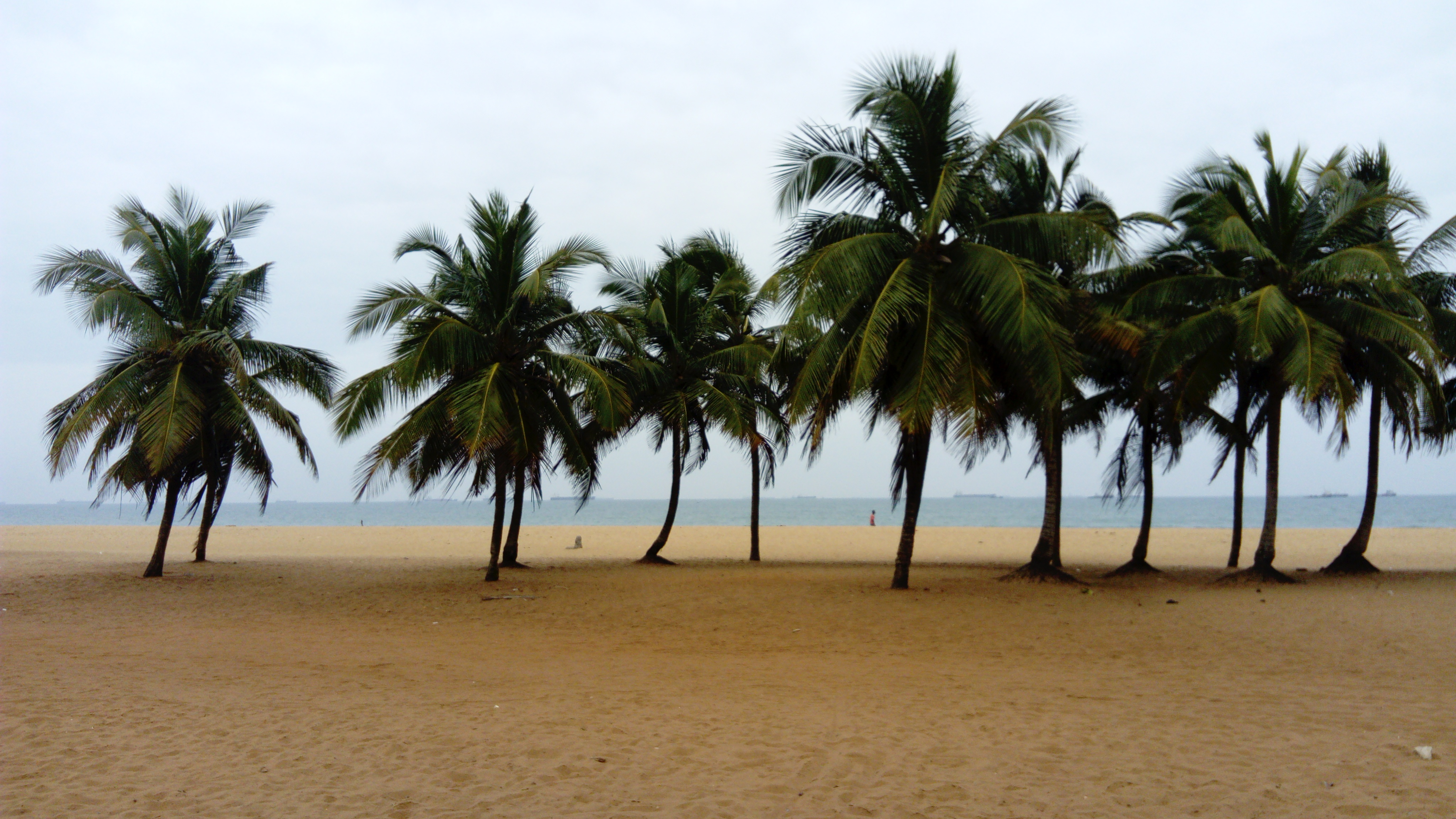
Une plage de Lomé, août 2016.

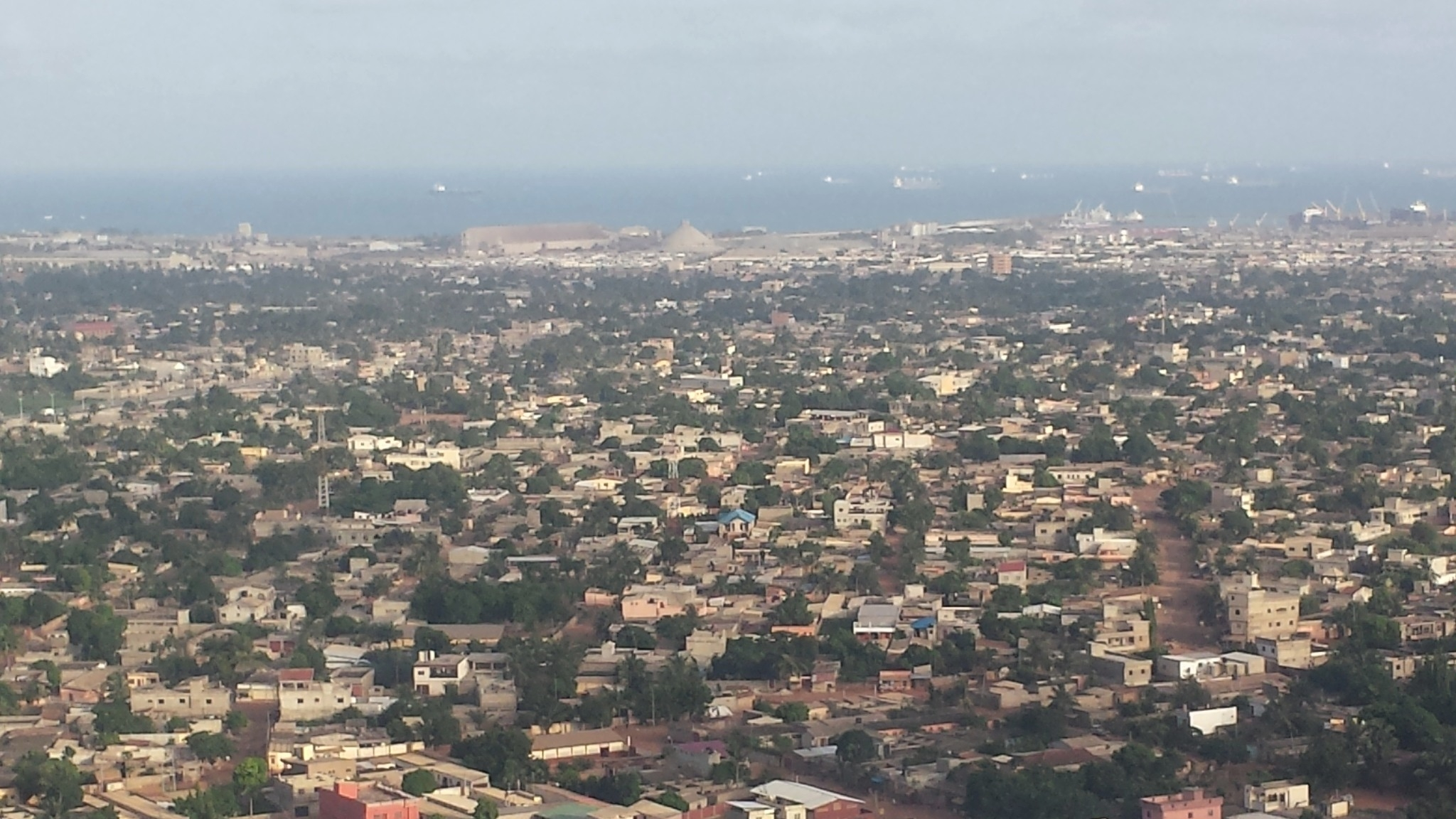
Vue aérienne de Lomé.

À son origine la commune de Lomé était coincée entre la lagune au nord, l'océan Atlantique au sud, le village de Bè à l'est et la frontière d'Aflao à l'ouest.
Aujourd'hui elle a connu une extension vertigineuse et est délimitée par le Groupement togolais d'assurances au nord, l'océan Atlantique au sud, la raffinerie de pétrole à l'est, et par la frontière entre le Togo et le Ghana à l'ouest. L'agglomération s'étale sur une superficie de 333 km2 dont 30 km2 dans la zone lagunaire.
Les prestations des services de la municipalité de Lomé dépassent de très loin les limites du golfe et la commune vers le nord et à l'est de la ville.

### Localisation
Lomé est située dans l’extrême sud-ouest du pays, le long du littoral de l'océan Atlantique, précisément sur le golfe de Guinée. Cette ville côtière se trouve à proximité immédiate de la frontière avec le Ghana à l’ouest et à environ 50 kilomètres de la frontière avec le Bénin à l’est. Grâce à sa position géographique stratégique, Lomé est un carrefour commercial important en Afrique de l’Ouest. Elle est également connue pour son port en eau profonde, qui joue un rôle clé dans le commerce régional et international. Cette localisation lui confère un climat tropical, marqué par une alternance entre saisons sèches et humides, typiques des régions côtières.
| Noepe          | Tsévié, Davié    | Akoumapé         |
| Aflao au Ghana | Lomé             | Aného            |
| Tegbi au Ghana | Océan Atlantique | Océan Atlantique |

Distance entre Lomé et le reste des villes du pays
La ville de Lomé est située à différentes distances des principales localités du pays. Elle se trouve à 35 km de Tsévié, 45 km d’Aného, 90 km de Tabligbo, 100 km de Notsé, 121 km de Kpalimé et 167 km d’Atakpamé. En s’éloignant davantage, on atteint Blitta à 273 km, Sokodé à 355 km, Bafilo à 404 km, Bassar à 412 km, et Kara à 428 km. Les distances continuent d’augmenter avec Kandé, situé à 503 km, Mango à 592 km, et Dapaong, la ville la plus éloignée, à 662 km de la capitale togolaise.

### Topographie
Lomé se distingue par une topographie particulière influencée par sa position côtière et son relief plat. Elle se situe sur une plaine littorale de faible altitude, culminant à environ 10 mètres au-dessus du niveau de la mer en moyenne. Cette topographie, associée à une pente légère de seulement 4 %, rend la ville vulnérable aux problèmes d'inondation, particulièrement en période de fortes pluies. La présence d'une nappe phréatique à faible profondeur amplifie ces risques en limitant le drainage naturel des eaux de surface.
La ville bénéficie d'une façade maritime qui contribue à son rôle stratégique pour les activités économiques, notamment le port autonome de Lomé (PAL). Cependant, l'érosion côtière constitue un défi majeur. Chaque année, Lomé perd environ 12 mètres de côte, un phénomène exacerbé par les activités humaines telles que le prélèvement de sable et de gravier. Ce problème engendre des pertes économiques significatives et menace les infrastructures locales.
Outre ces enjeux, Lomé est marquée par une urbanisation rapide qui exerce une pression sur l'environnement. La gestion des déchets, combinée aux défis naturels tels que l'érosion et les inondations, reflète des problématiques de gouvernance et de planification. Des efforts sont en cours pour améliorer les infrastructures de drainage et limiter les impacts environnementaux, mais des défis importants persistent.

### Climat
La ville connaît deux saisons des pluies, la principale commence en avril et se termine vers juillet, puis une seconde saison des pluies moins importante commence début septembre et se finit fin novembre.
La chaleur est constante, la température maximale moyenne sous abri est en moyenne de 30 °C l'après-midi, et la température minimale moyenne est de 23 °C le matin. Du mois de décembre jusqu'à février-mars souffle parfois l'harmattan, un vent sec venu du Sahara et qui peut faire descendre le thermomètre de Lomé à 19 °C, le matin.
Lomé reste aussi largement influencé par l'océan atlantique. Ainsi, on a l'usage de dire que le climat est ici un climat équatorial tempéré par l'océan. La chaleur est ainsi stable, sans pointes excessives, et le souffle qui vient de la mer, la rend assez agréable.
La pluviométrie est faible pour une telle latitude. Lomé jouit d'un microclimat qui lui permet d'avoir une forte pluviométrie pour la région (800 mm par an). À titre de comparaison, Paris reçoit en moyenne 650 mm par an.
| Mois                              | jan. | fév. | mars | avril | mai | juin | jui. | août | sep. | oct. | nov. | déc. | année |
| --------------------------------- | ---- | ---- | ---- | ----- | --- | ---- | ---- | ---- | ---- | ---- | ---- | ---- | ----- |
| Température minimale moyenne (°C) | 23   | 25   | 25   | 25    | 24  | 23   | 23   | 23   | 23   | 23   | 23   | 23   | 23,6  |
| Température moyenne (°C)          | 27   | 28   | 28   | 28    | 27  | 26   | 25   | 25   | 26   | 26   | 27   | 27   | 26,7  |
| Température maximale moyenne (°C) | 31   | 31   | 31   | 31    | 30  | 28   | 27   | 27   | 28   | 30   | 31   | 31   | 29,7  |
| Record de froid (°C)              | 16   | 17   | 17   | 17    | 20  | 18   | 18   | 18   | 20   | 20   | 15   | 16   | 15    |
| Record de chaleur (°C)            | 37   | 39   | 38   | 38    | 40  | 38   | 37   | 31   | 36   | 38   | 37   | 37   | 40    |

## Démographie
| 1892  | 1896  | 1900  | 1904  | 1907  | 1911  | 1930   | 1938   | 1950   |
| ----- | ----- | ----- | ----- | ----- | ----- | ------ | ------ | ------ |
| 1 500 | 2 000 | 3 000 | 4 000 | 6 000 | 8 000 | 14 000 | 18 000 | 33 000 |

| 1955   | 1960   | 1970    | 1981    | 1990    | 1997    | 2010    | - | - |
| ------ | ------ | ------- | ------- | ------- | ------- | ------- | - | - |
| 43 000 | 85 000 | 186 000 | 375 499 | 450 000 | 573 000 | 837 437 | - | - |

| 1990    | 1997    | 2010      | 2020      |
| ------- | ------- | --------- | --------- |
| 480 000 | 623 000 | 1 477 660 | 1 827 878 |

## Urbanisme

### Morphologie urbaine
La ville de Lomé est subdivisée en 5 arrondissements regroupant 69 quartiers administratifs :
- 1er arrondissement : au sud le long de la mer, c'est la ville historique, qui est cernée par le boulevard circulaire (Boulevard du 13 janvier) et comprend les 11 quartiers de :
Abobokomé, Adawlato, Adoboukomé, Agbadahonou, Aguia Komé, Béniglato, Fréau Jardin, Kokétimé, Quartier Administratif, Sanguéra, Wétrivi Kondji ;
- 2e arrondissement : du nord au nord-est et limitrophe de la région maritime, il comprend les 18 quartiers de :
Adakpamé, Akodesséwa-Kponou, Akodesséwa-Kpota, Anfamé, Atiégou, Avénou (Batome), Bè-Kpota, Hédzranawoé, Kagnikopé, Kélégougan, Lomé 2, N’tifafakomé, Résidence du Bénin, Saint-Joseph, Tokoin-N’kafu (Noukafou), Tokoin-Aéroport, Tokoin-Forever, Tokoin-Tamé, Tokoin-Wuiti ;
- 3e arrondissement : à l'est, le long de la mer, il comprend les 17 quartiers de :
Ablogamé, Akodésséwa (et le marché des féticheurs), Amoutivé, Anthonio Nétimé, Bassadji, Bè, Bè-Ahligo, Bè-Apéhémé, Bè-Hédjé, Doulassamé, Gbényédi, Kotokou Kondji, Kpéhénou, Lom Nava, Souza Nétimé, Wété, Zone Portuaire ;
- 4e arrondissement : au sud-ouest, le long de la mer et limitrophe du Ghana, il comprend les 4 quartiers de :
Hanoukopé, Kodjoviakopé, Nyékonakpoé, Octaviano Nétimé ;
- 5e arrondissement : au nord-ouest et limitrophe du Ghana à l'est et de la région maritime au nord, il comprend les 19 quartiers de :
Abové, Aflao Gakli, Agbalépédogan, Akossombo, Bè-Klikamé, Cassablanca, Dogbéavou, Doumasséssé, Gbonvié, Soviépé, Tokoin-Élavagnon, Tokoin-Gbadago, Tokoin-Hopital, Tokoin-Lycée, Tokoin-Ouest, Tokoin-Solidarité, Totsi (inclut Totsigan et Totsivi), université de Lomé.

Les anciens quartiers (aujourd'hui subdivisés) sont :
Dékon, Tokoin, Xédranawoe, Adjangbakomé et Adidogomé.
Les autres quartiers et cantons composant l'agglomération de Lomé sont :
Adewi, Agbalépédogan, Agoè, Attikoumè, Avédji, Baguida, Djidjolé, Kélékougan, Kpogan.

### Architecture

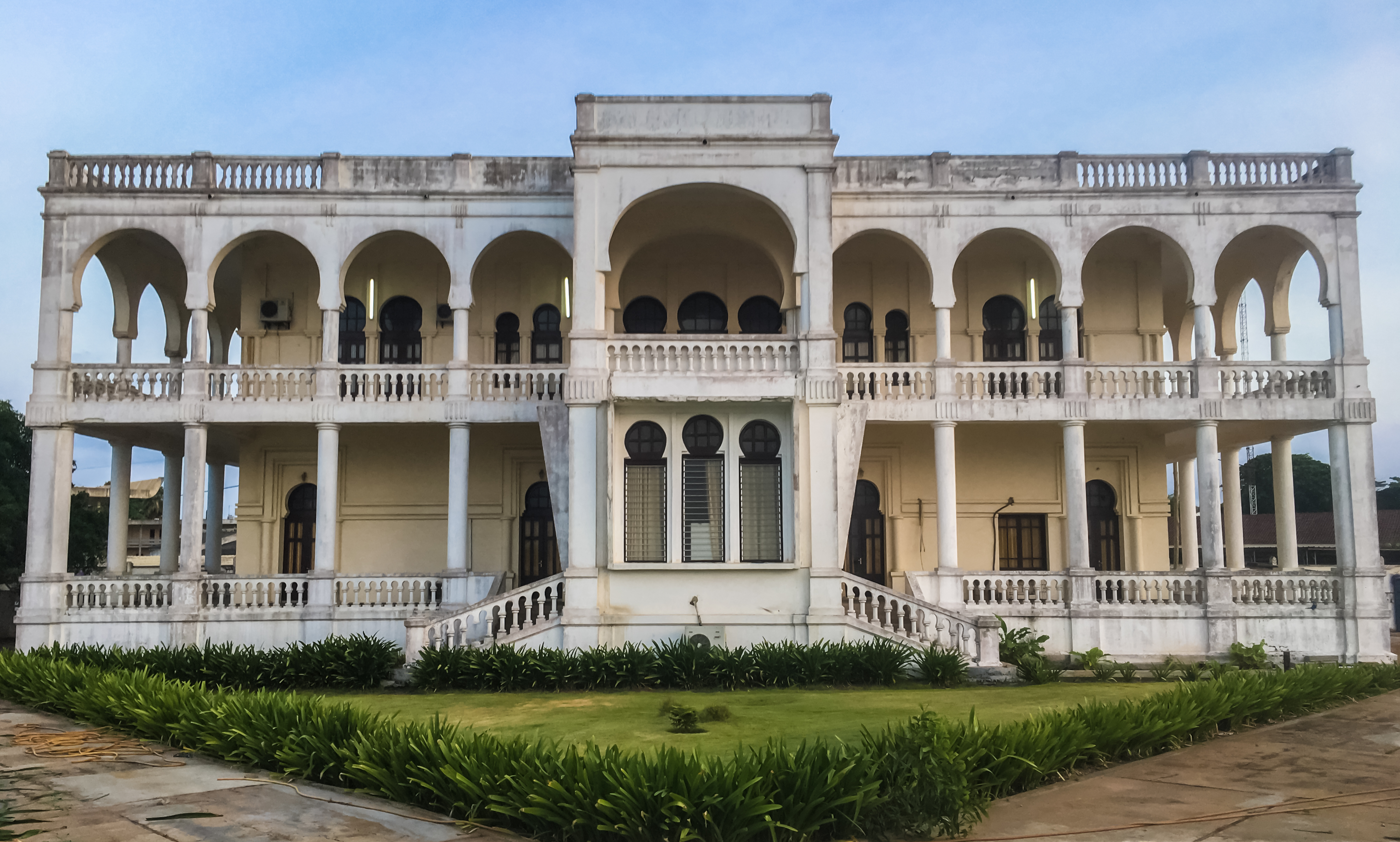
Ancien bâtiment du Ministère de la Justice.

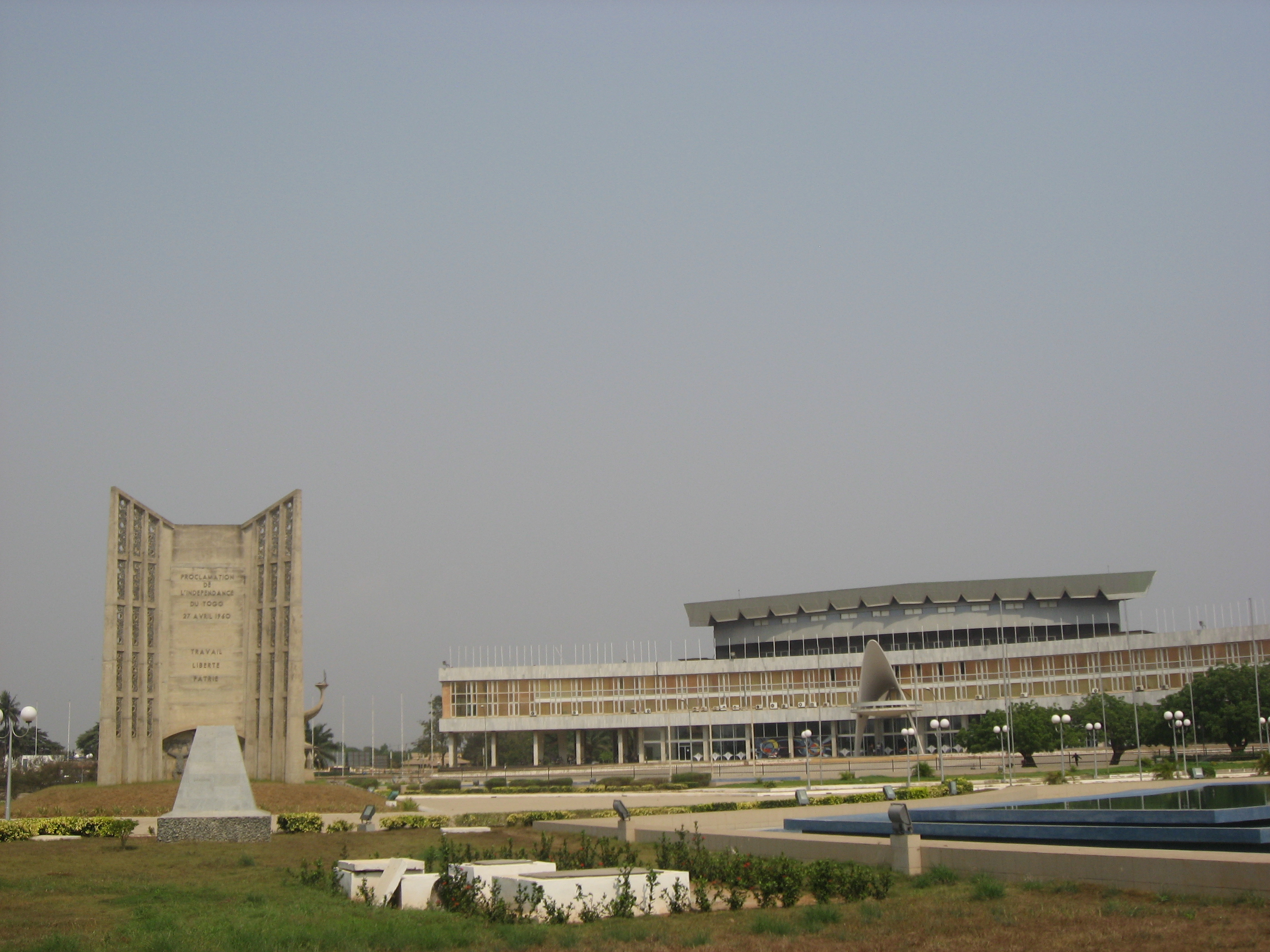
Palais des Congrès.

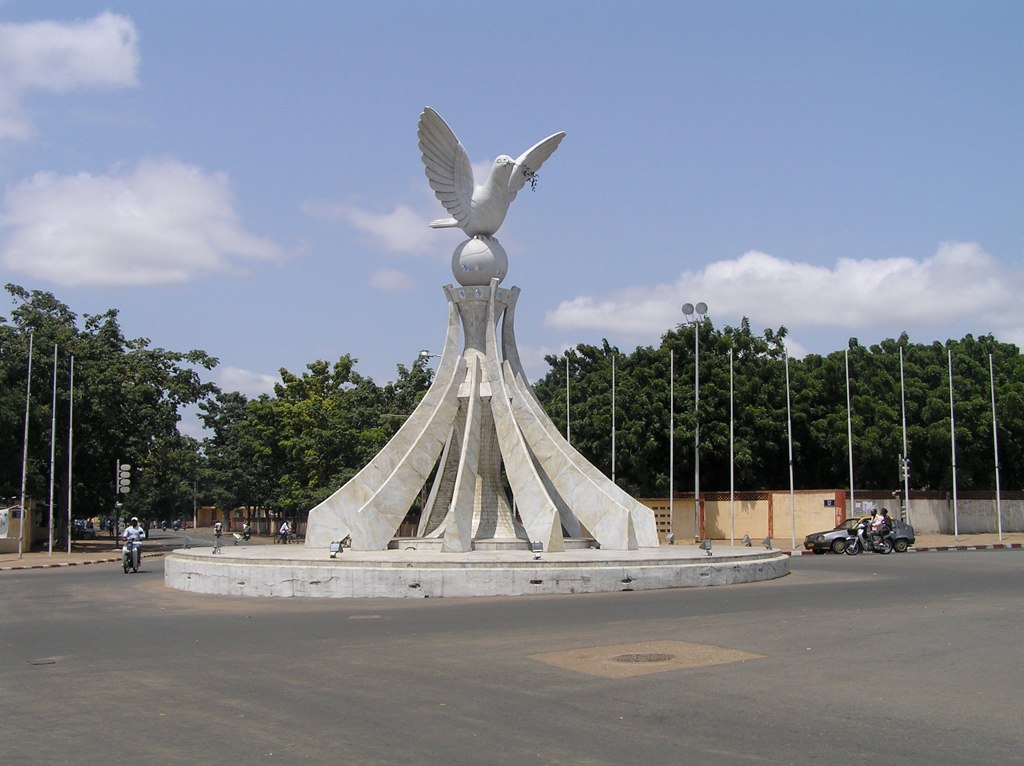
Place de la Colombe de la Paix.

Le centre-ville date du début du XXe siècle. On y trouve des restes d'architecture coloniale, comme le palais de Lomé (ancienne résidence des gouverneurs français) ou la cathédrale du Sacré-Cœur, de style néo-gothique allemand.
On trouve aussi de nombreux bâtiments modernes comme le siège de la Banque centrale des États de l'Afrique de l'Ouest (BCEAO), de la Banque ouest-africaine de développement (BOAD), de la Banque togolaise pour le commerce et l'industrie (BTCI), le magnifique édifice de la Communauté économique des États de l'Afrique de l'Ouest (CEDEAO) ou encore des édifices à vocation hôtelière comme l'hôtel de la Paix, l'hôtel Mercure Sarakawa, l'hôtel Palm Beach ou le célèbre hôtel du 2 Février, édifice moderniste mêlant béton et panneaux de verre, culminant à 102 mètres avec 36 étages et plus haut immeuble du Togo.
Non loin de là se trouve le Grand marché, avec une halle de trois étages. On y trouve des piments rouges, des citrons verts, des poissons séchés, des peignes, des sacs de voyages, des remèdes médicinaux traditionnels. Au premier étage se trouve le royaume des célèbres « Nana Benz », vendeuses de multiples pagnes fabriqués sur place, en Europe ou en Inde.
À l'ouest de la ville, se trouve un quartier résidentiel qui, face à la mer, déploie de longues artères, ponctués de bâtiments officiels tels que le Palais de Justice et les divers ambassades et consulats.
Plus au nord, au côté du monument de l'Indépendance, se trouve le siège du Rassemblement du peuple togolais (RPT) ainsi qu'un important palais des congrès.
Plus excentré, par rapport au centre de la ville, on trouve à Akodésséwa un marché beaucoup plus spécialisé que le grand marché et pour cause, c'est celui le marché des féticheurs. On y trouve donc fétiches, gongons, gris-gris.
Le port de Lomé dessert la plupart des pays enclavés du Sahel, surtout depuis les problèmes politiques que connaît la Côte d'Ivoire et qui prive Abidjan de ses débouchés économiques vers des pays comme le Mali ou le Burkina Faso. Lomé tire donc parti de la situation politique difficile de la Côte d'Ivoire.

### Transports
Pour le transport urbain, il y a quelques taxis, mais ce sont les motos-taxi (zémidjans) qui sont le plus utilisé.
La ville qui ne disposait plus de desserte ferroviaire depuis 1997, voit depuis 2014 le retour de trains, disposant d'une gare neuve : ceux de Blueline Togo, du groupe français international Bolloré. Le train inaugural, le 26 avril 2014, a circulé sur la courte distance Lomé-Cacavéli. La livraison d'une liaison Lomé-Cotonou, dans le cadre d'un projet de boucle ferroviaire (Lomé-Cotonou-Niamey-Ouagadougou-Abidjan) est attendu pour 2024.
L'aéroport international de Lomé-Tokoin, aussi nommé Gnassingbé-Eyadema, est situé à cinq kilomètres au nord-est du centre-ville (mairie).

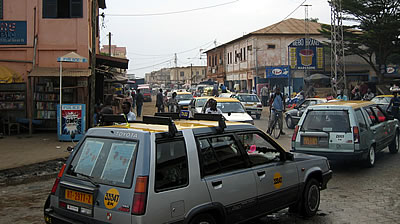
Taxis.
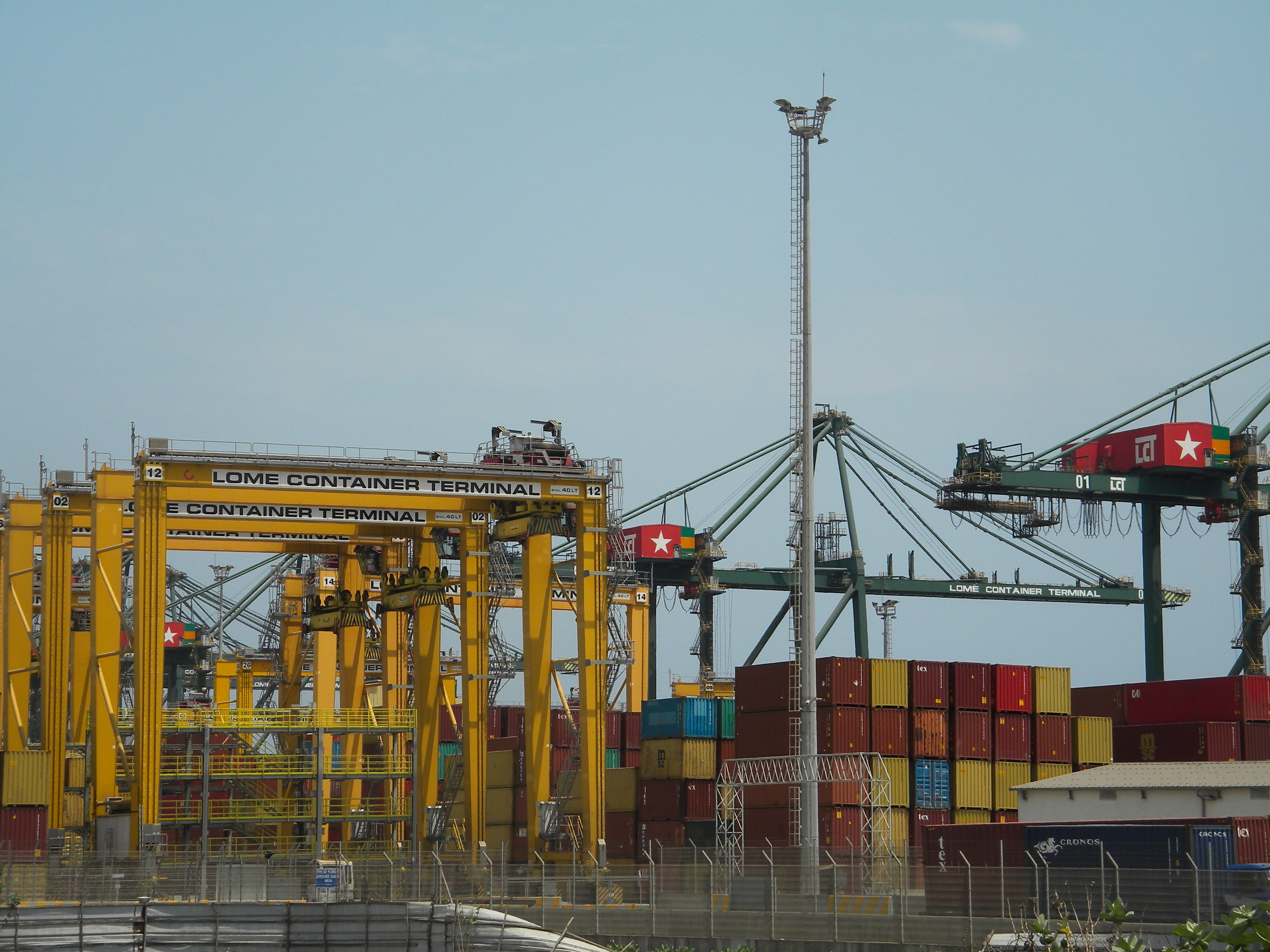
Terminal à conteneurs dans le port de Lomé.
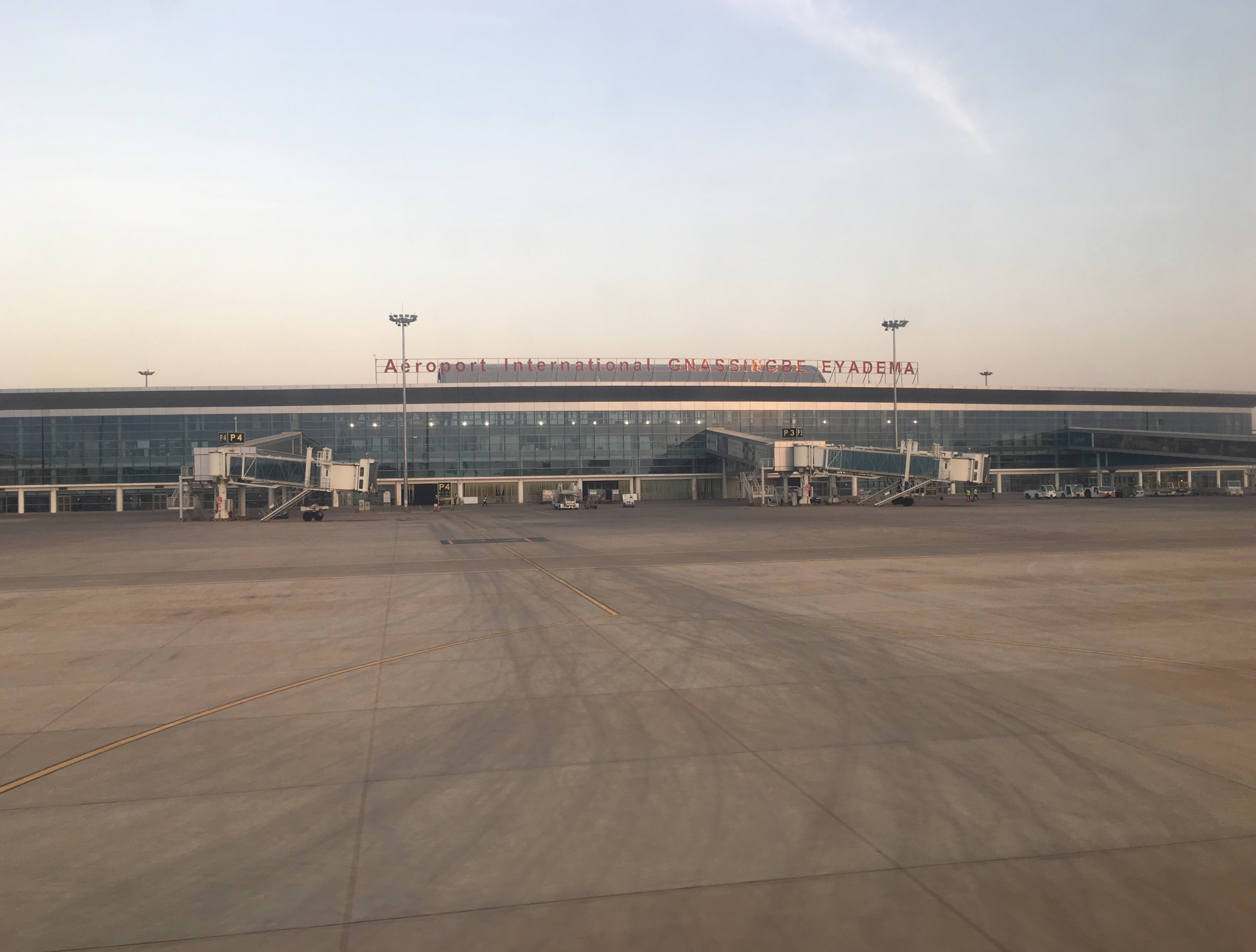
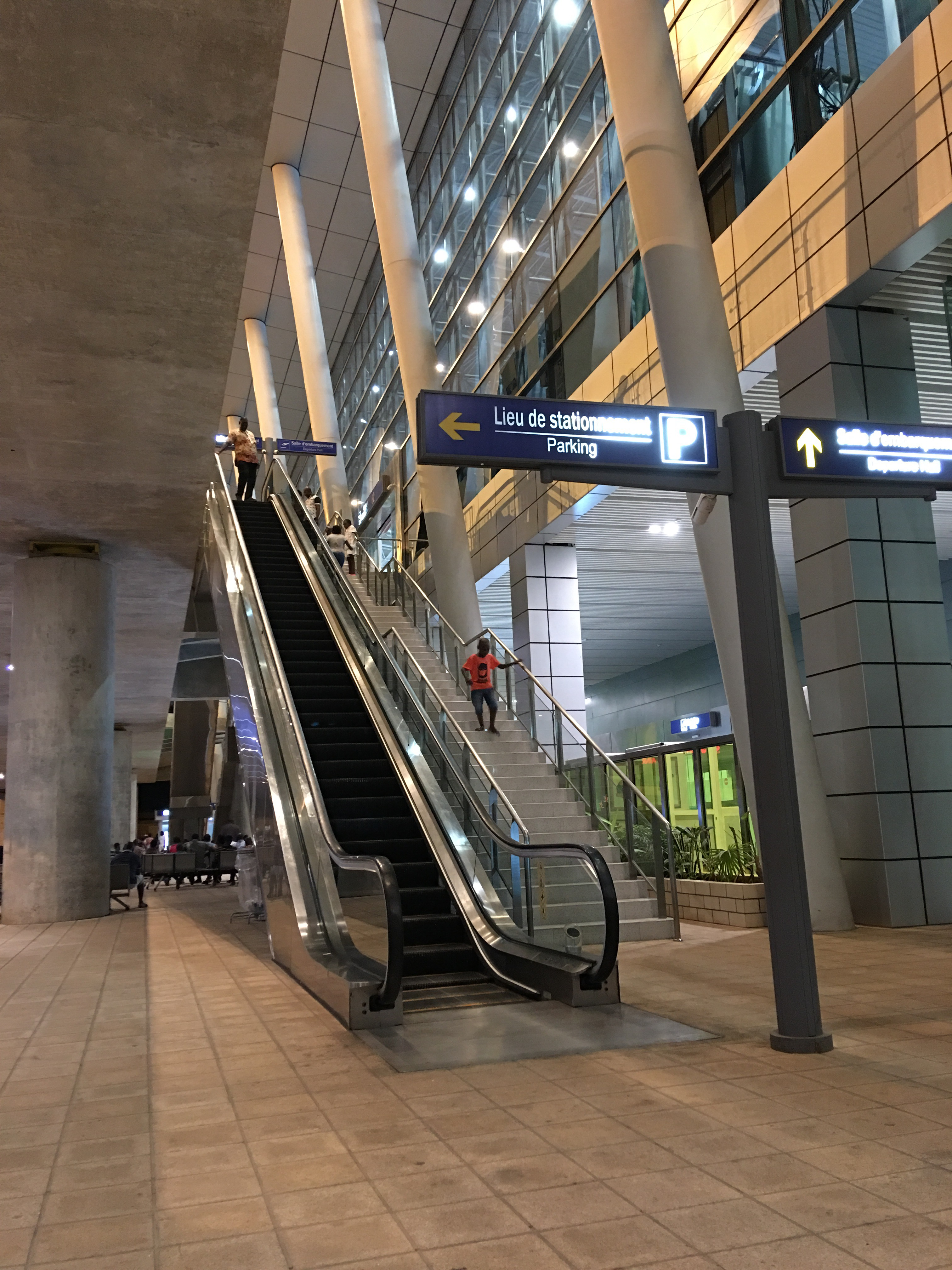

## Ville internationale
Lomé, capitale du Togo, est un exemple vivant d'une ville internationale, marquée par son rôle de carrefour régional, son ouverture à l'international et ses infrastructures favorisant la coopération mondiale. En tant que centre politique, économique et diplomatique, Lomé attire de nombreux acteurs internationaux, faisant d'elle une ville cosmopolite.

### Diplomatie et Présence Internationale
Lomé se distingue par la présence de nombreuses ambassades et missions diplomatiques, ce qui témoigne de son importance dans la politique internationale. Parmi les représentations diplomatiques présentes à Lomé, on retrouve celles de pays comme la France, les États-Unis, le Nigéria, le Ghana, le Burkina Faso, le Bénin, et la Chine. Ces ambassades facilitent les relations bilatérales et permettent à Lomé de jouer un rôle central dans les échanges diplomatiques régionaux.
Lomé est également le siège de plusieurs organisations internationales, telles que le Comité des Pêches du Golfe de Guinée (CPGG) et la Communauté Économique des États de l'Afrique de l'Ouest (CEDEAO), qui jouent un rôle clé dans la gestion des affaires politiques et économiques en Afrique de l'Ouest. Ces institutions renforcent la position de Lomé en tant que centre de coopération internationale.

### Échanges Commerciaux et Économiques
Le port autonome de Lomé, l'un des plus importants de la région, est un autre facteur clé qui contribue à son statut de ville internationale. Grâce à sa position géographique stratégique sur la côte atlantique, Lomé est un hub de transit pour les marchandises circulant entre l'Afrique et le reste du monde. Le port accueille une grande variété de produits, allant des matières premières agricoles aux biens manufacturés, et sert de point d'entrée pour les échanges commerciaux dans toute la région.
De plus, Lomé abrite des organisations commerciales comme le Centre de promotion des investissements en Afrique de l’Ouest (CPIAO), qui facilite les investissements internationaux dans la région. Le développement de zones franches et la mise en place de politiques favorables aux entreprises étrangères attirent un grand nombre d'investisseurs internationaux, consolidant ainsi son rôle comme ville internationale.

## Économie

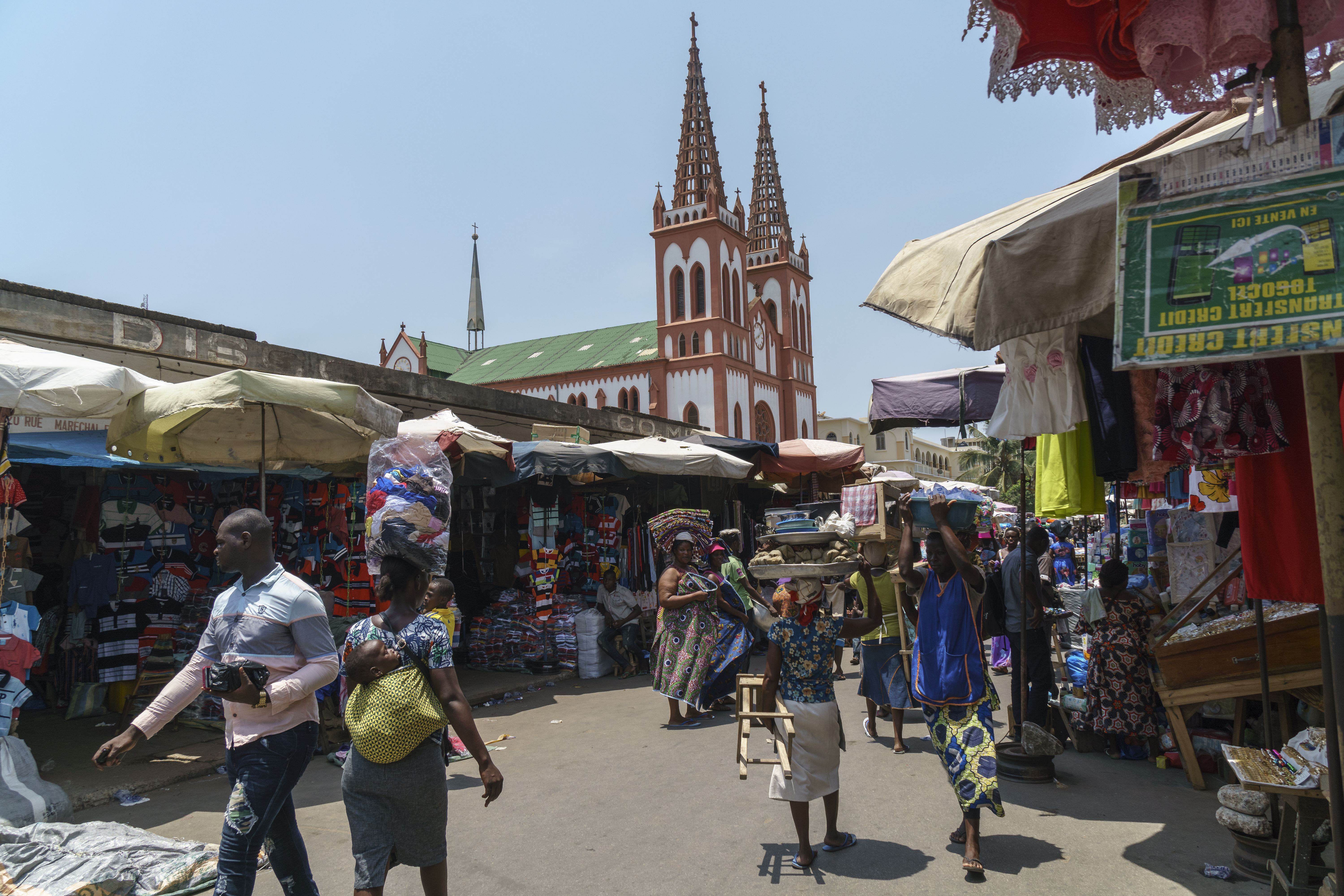
Grand Marché

Située à 200 km d'Accra et à 150 km de Cotonou, Lomé possède un port important, dont une zone franche ouverte en 1968. On y exporte phosphates, café, cacao, coton et huile de palme et une grande partie du transit s'effectue pour le compte du Ghana, du Mali, du Niger et du Burkina Faso. Le port héberge également une raffinerie de pétrole, une cimenterie et, depuis 1989, un chantier naval. La concession de deux terminaux à conteneurs au groupe Bolloré donne lieu à une garde à vue, et mise en examen de Vincent Bolloré en France en avril 2018.
La ville produit des matériaux de construction, dont les ciments du groupe allemand HeidelbergCement.
Cependant, l'instabilité politique qui a commencé dans les années 1990 et qui se poursuit aujourd'hui a touché gravement le secteur touristique du pays. En 2003, le pays a reçu 57 539 visiteurs, avec une augmentation de 1 % par rapport à 2002. 22 % des touristes venaient de France, 10 % du Burkina Faso et 9 % du Bénin.

## Éducation

### Enseignement supérieur

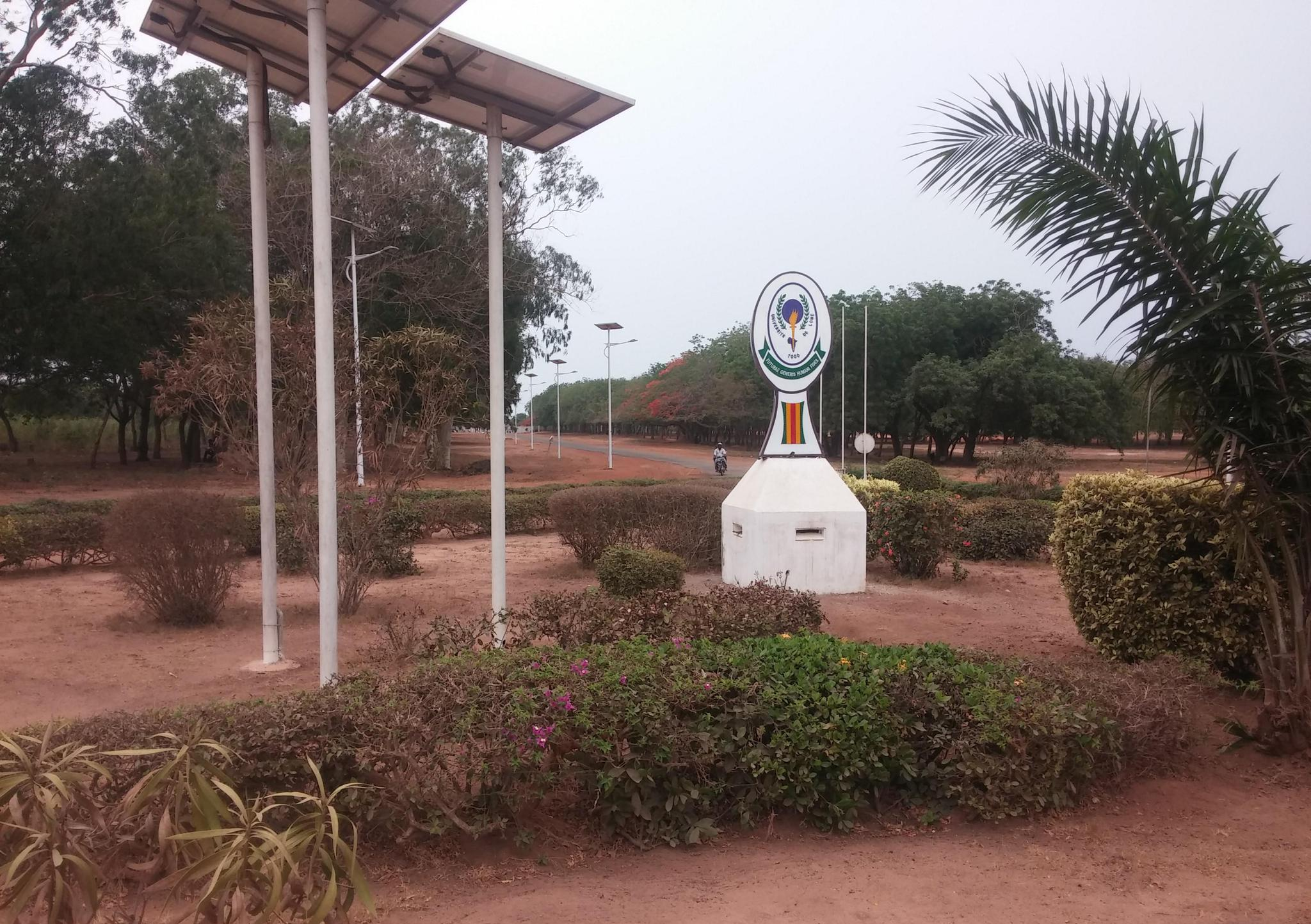
Entrée de l'Université de Lomé.

La ville compte une université publique, l'université de Lomé, réputée en Afrique de l'Ouest et des universités privées, comme l'université des sciences et technologies du Togo et un campus de l'université catholique de l'Afrique de l'Ouest. Il y a aussi des instituts supérieurs privés, comme l'École africaine des métiers de l'architecture et de l'urbanisme, l'École supérieure baptiste de théologie de l'Afrique de l'Ouest, la Faculté de théologie des Assemblées de Dieu et l'Institut supérieur de philosophie et des sciences humaines Don Bosco.

## Culture et patrimoine

### Langues
Lomé est une capitale cosmopolite où de très nombreuses langues et dialectes sont parlés. Toutefois, il existe une langue véhiculaire, le gen ou mina.

### Culture
Le musée national du Togo renferme différentes collections, des bijoux, des instruments de musique, des poupées, des poteries, des armes et plein d'autres objets retraçant les arts et traditions du pays. Au nord de la lagune, se situe la Place de la Colombe de la Paix.
En novembre 2019, a ouvert dans l'ancien palais des gouverneurs (ou palais de Lomé) rénové un centre d'art et de culture, le parc du palais ayant été transformé en jardin botanique.
La troupe de théâtre Kadam-Kadam (« Ça bouge, ça bouge » en nawdm) y réside.

### Lieux de culte

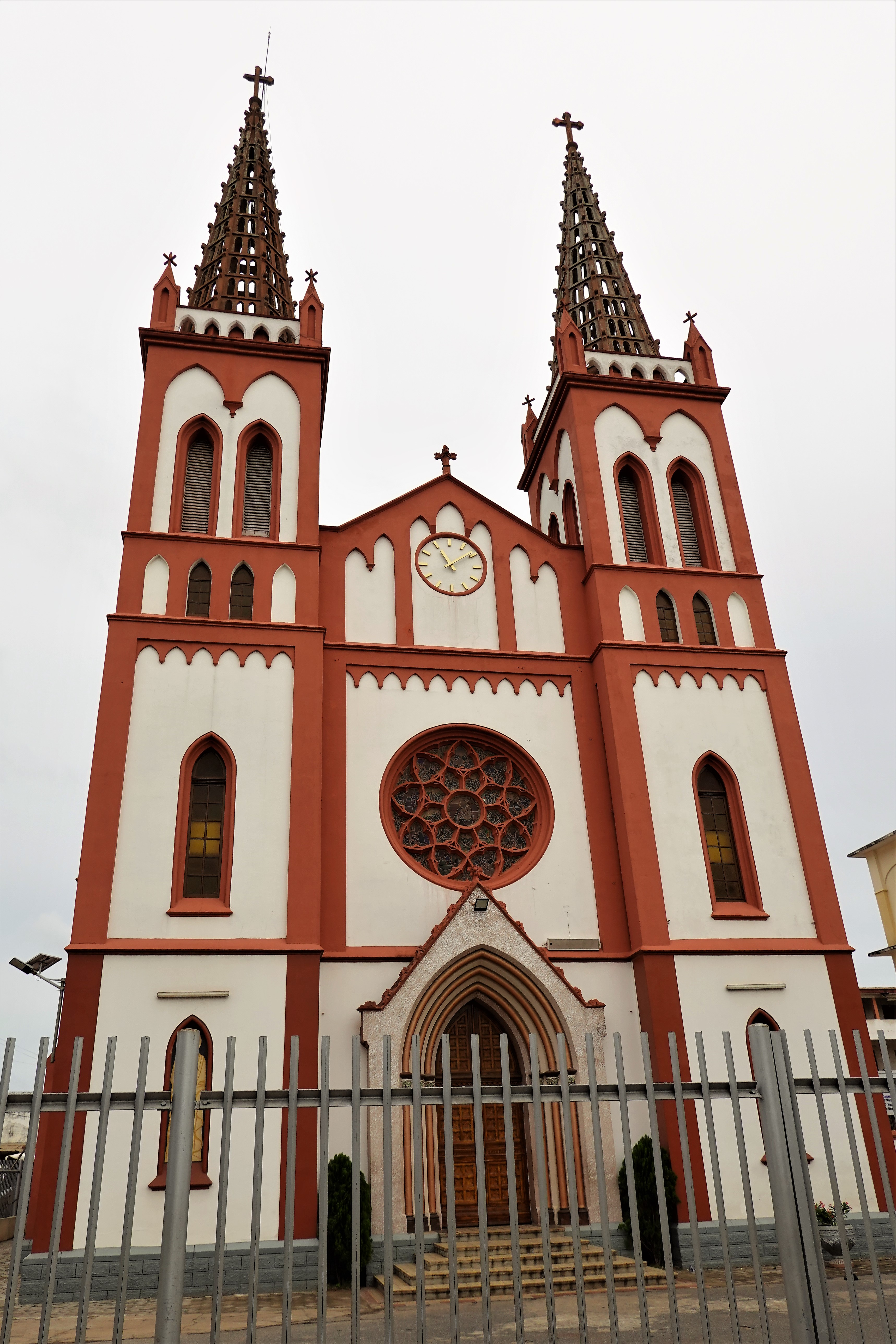
Cathédrale du Sacré-Cœur de Lomé (Église catholique)
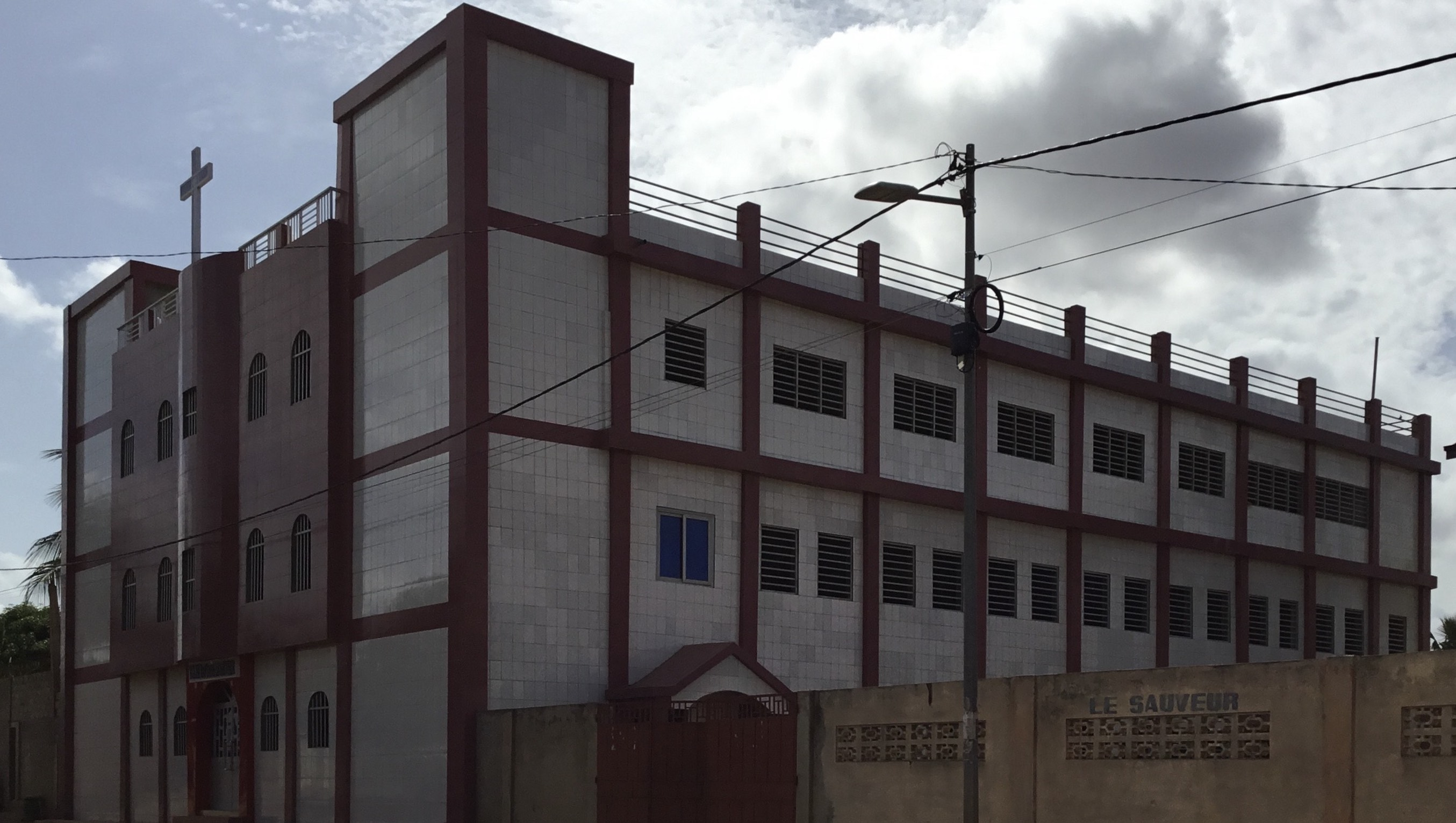
Église Baptiste le Sauveur de Lomé (Convention baptiste du Togo)

Parmi les lieux de culte, il y a principalement des églises et des temples chrétiens: Archidiocèse de Lomé (Église catholique), Église Évangélique Presbytérienne du Togo (Communion mondiale d'Églises réformées), Convention baptiste du Togo (Alliance baptiste mondiale), Living Faith Church Worldwide, Redeemed Christian Church of God, Assemblées de Dieu. Il y a aussi des mosquées musulmanes.

### Personnalités publiques loméennes
- Dzitri, fondateur de la ville[22].
- Annie Jiagge (1918-1996), magistrate et militante des droits des femmes.
- Marie Madoé Sivomey (1923-2008), maire de Lomé de 1967 à 1974.
- Paul Ahyi (1930-2010), artiste plasticien, concepteur du drapeau togolais ainsi que du monument de l'indépendance.
- Philippe Kpodzro (1930-2024), archevêque de Lomé du 17 décembre 1992 au 8 juin 2007.
- Atsutsè Kokouvi Agbobli (1941-2008) historien, journaliste, homme politique.
- Bella Bellow (1945-1973), chanteuse.
- Christiane Akoua Ekué (1954-), femme de lettres et éditrice.
- Angèle Aguigah (1955-), archéologue et femme politique togolaise.
- Ami Gad (1958-), romancière togolaise.
- Tavio Amorin (1958-1992), homme politique togolais.
- Victoire Tomegah Dogbé (1959-), femme politique togolaise.
- Adjoavi Sika Kaboré (1959-), épouse de l'ancien président burkinabè Roch Marc Christian Kaboré.
- Kangni Alem (1966-), écrivain.
- Kako Nubukpo (1968-), économiste et homme politique.
- Afi Nayo (1969-), artiste peintre et scultrice.
- Florence Ezeh (1977-), athlète.
- Emmanuel Adebayor (1984-), footballeur.